# Léon Richer
Léon Richer (L'Aigle, 19 marzo 1824 – Parigi, 15 giugno 1911) è stato un giornalista e filosofo francese nonché un femminista.

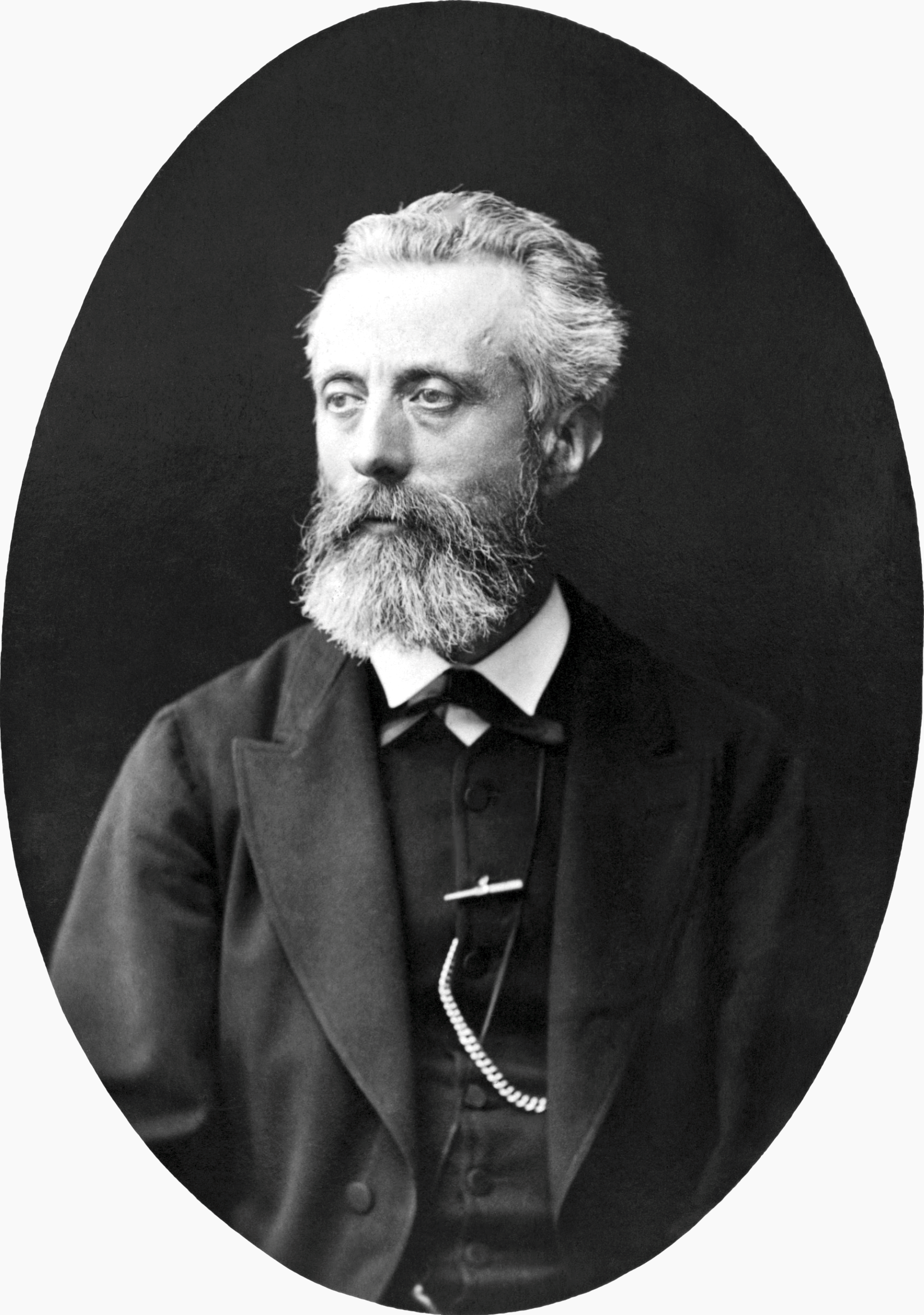
Léon Richer, Léon Richer tra il 1870 e il 1880

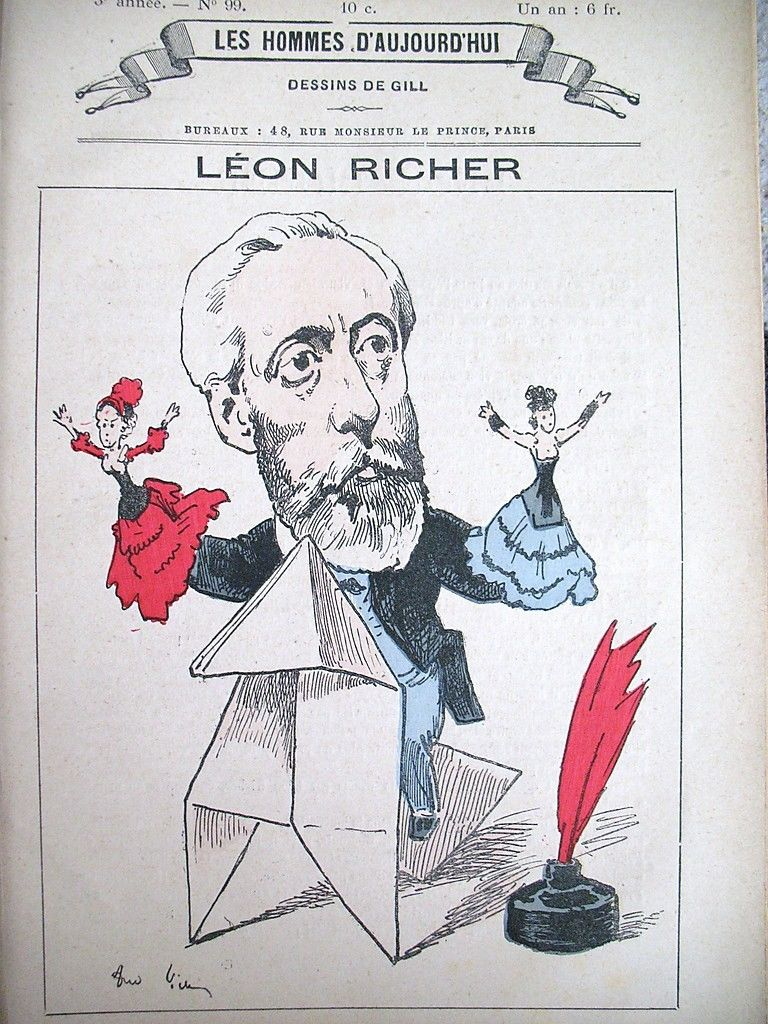
Léon Richer, caricatura di Léon Richer sulla rivista Les Hommes d'aujourd'hui, 1882 ca.

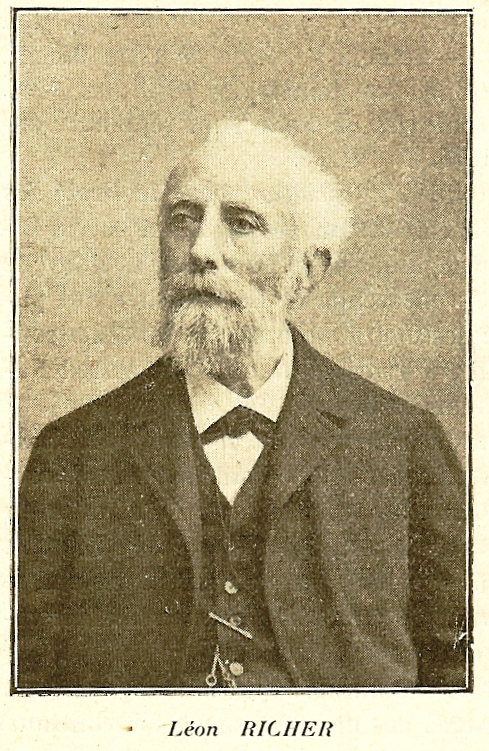
Léon Richer, Léon Richer, 1900 ca.

Hubertine Auclert lo considerava il «padre del femminismo» e Simone de Beauvoir il suo «vero fondatore»

## Biografia
Nato da una famiglia benestante, era destinato inizialmente ad intraprendere l’attività notarile, ma dei rovesci di fortuna lo costrinsero a svolgere per quindici anni la modesta professione di impiegato di un notaio a Choisy-le-Roi, con uno stipendio di 1.200 franchi annui e con una madre e una sorella a proprio carico, delle quali era l’unico sostegno economico. Fu durante questo periodo che ebbe occasione di misurare le ingiustizie civili nei confronti delle donne e di osservare, quasi quotidianamente, con indignazione, le disparità di genere perpetrate con l’assenso della legge ai danni del sesso femminile, eternamente succube.
Dopo aver lavorato per la società Paris-Orléans, Richer entrò nel giornalismo a metà degli anni ‘60 e, nel 1865, mentre collaborava a varie pubblicazioni filantropiche e sociali, iniziò in alcune conferenze pubbliche a sollevare la questione dei diritti delle donne. Impiegato nella redazione de L’Opinion nationale diretta da Adolphe Guéroult, nel luglio 1866, per succedere a Edmond About, inaugurò un nuovo genere trattando, dal 1866 al 1868, la questione religiosa in una serie di Lettres d’un libre-penseur à un curé de village (Lettere di un libero pensatore ad un prete di villaggio), che suscitò ampie discussioni e il cui successo fu tale che l'autore dovette ristamparle in due volumi. Si dedicò inoltre, sulle pagine de L'Opinion nationale, a una vigorosa campagna a favore di Julie-Victoire Daubié, che era stata ammessa al diploma di maturità, ma a cui il diploma era stato rifiutato, e che le era stato finalmente accordato, solo grazie alla sua energica azione. Pubblicò una serie di opuscoli sulla stessa linea: Le Tocsin, Alerte! e Propos d’un mécréant, a cui gli "Ultramontani" risposero con attacchi all'autore, descritto come un "uomo calmo e serio".
Nell'aprile del 1869 fondò il settimanale Le Droit de femmes, che mirava a riformare i diritti legali delle donne e che venne pubblicato fino al 1891. Vi si rivendicava la creazione di un consiglio di famiglia per i casi di violenza sulle donne da parte di mariti o padri, un’istruzione migliore per le ragazze, dei salari più alti per le donne allo scopo di contrastare il fenomeno della prostituzione, pari retribuzione a parità di lavoro, il diritto delle donne alla proprietà e alla ricchezza e una revisione del Codice civile. Il giornale non rivendicò mai il suffragio femminile, che Richer dichiarò sempre di sostenere, ma a cui, in pratica, trovò sempre ragioni per opporsi. Sua era la responsabilità editoriale della maggior parte del giornale, di cui era caporedattore. Anche Maria Deraismes, che fu tra i finanziatori del giornale, vi pubblicò dei contributi. Con lei, egli fondò la Société pour l’amélioration du sort de la femme (Società per il miglioramento del destino della donna), che organizzò il primo banchetto femminista l'11 luglio 1870.

## Terza Repubblica
Sotto la Terza Repubblica, sorta il 4 settembre 1870 dal crollo del Secondo Impero durante la guerra franco-prussiana, il paese era diviso tra repubblicani liberali e monarchici conservatori, ma i due gruppi si erano uniti per opporsi ai costumi rilassati dalla vecchia corte imperiale: i diritti delle donne vennero associati all'immoralità. Le femministe ripresero le loro attività, ma mantenendo un profilo basso. Il 16 aprile 1870, Richer creò l’Association pour le droit des femmes (Associazione per il diritto delle donne) insieme a Maria Deraismes.
Dal 1879 al 1885, fu caporedattore di Le Petit Parisien, sul quale firmò articoli di politica “giorno per giorno" e cronache assai seguite, sotto lo pseudonimo di "Jean Frollo". Pubblicò diversi studi di filosofia religiosa su Alliance religieuse universelle e poi su La Libre Conscience, diretta da Henri Carle. Dopo l'autorizzazione, nel 1868, delle riunioni politiche, organizzò e diresse una serie di conferenze parigine del Grande Oriente di Francia, in rue Cadet e alla Salle des Capucines, dove parlò più volte. La partecipazione, nel febbraio 1866, a queste "conferenze filosofiche" di Maria Deraismes, ricca ereditiera che aveva deciso di non sposarsi per preservare la sua indipendenza, contribuì a lanciare la sua carriera come femminista.
Nell'estate del 1878 organizzò, con la Desraismes, una conferenza sui diritti delle donne, il cui comitato organizzatore comprendeva rappresentanti di Francia, Svizzera, Italia, Paesi Bassi, Russia e America, per discutere di storia, istruzione, economia, morale e diritto. Quando Hubertine Auclert cercò di sollevare la questione del suffragio femminile, essa fu respinta in quanto prematura e la Auclert si allontanò dal gruppo, mentre la maggior parte delle femministe rimase accanto alla Deraismes e a Richer, che sostenevano la strategia pragmatica della "breccia" opponendosi a quella conflittuale di attacco sostenuta dalla Auclert. La loro priorità consisteva nel consolidare la Repubblica laica, mentre i diritti politici delle donne venivano in secondo piano dopo questo obiettivo primario. L'alleanza con i repubblicani si dimostrò vincente in quanto il disegno di legge sul divorzio che egli aveva redatto con la speranza di vederlo presentato alla Camera dei deputati, fu ripreso da Alfred Naquet, femminista della prima ora.
Il 5 maggio 1874, quando la Lega internazionale delle donne, fondata a New York, chiese l'adesione dell'Association pour le droit des femmes per un'azione comune in Europa, il Comitato presieduto da Léon Richer decise l'affiliazione dell’Associazione, che modificò i suoi regolamenti prendendo così il titolo di Société pour l’amélioration du sort des femmes (Società per il miglioramento del destino delle donne). Costretto nel dicembre 1875 a sciogliere la sua società, Richer, instancabile lottatore, non si arrese e aumentò il numero delle sue conferenze, creò cene mensili e continuò la propaganda sul suo giornale. Nel marzo 1877, rivitalizzò la Société pour l’amélioration du sort des femmes, fu rieletto presidente e proseguì senza autorizzazione le sue attività fino al 13 agosto 1878. In questo intervallo, aveva pubblicato un volume intitolato La femme libre e aveva organizzato un Congresso che riunì nel mezzo dell'Esposizione universale del 1878. Questo primo Congrès international du Droit des Femmes (Congresso internazionale dei diritti delle donne) ebbe un notevole impatto e fu il primo vero atto importante del femminismo in Francia. Da questo momento Leon Richer vide aprirsi le porte che gli erano state chiuse.
Nell'ottobre 1882, in disaccordo con la posizione assunta dalla Deraismes, a favore del suffragio femminile, considerato dalla Auclert un grande progresso, egli si ritirò dalla Société pour l’amélioration du sort des femmes, per fondare, nel novembre 1882, la Ligue française pour le droit des femmes (Lega francese per il diritto delle donne) di cui pubblicò i nomi dei 66 membri fondatori nel numero di dicembre 1882 del Droit des Femmes. Alla prima assemblea generale della Lega, nel gennaio 1883, Victor Hugo fu nominato presidente onorario e la Deraismes e Auguste Vacquerie, caporedattore di Le Rappel, vicepresidenti onorari. Richer credeva che fosse più facile cambiare la legislazione collaborando con la politica. Alla fine del 1883, la Lega contava 194 membri, quasi la metà dei quali erano uomini, ivi compresi politici e scrittori.  L'adesione diminuì negli anni successivi per arrivare, dopo dieci anni, a 95 membri soltanto. Sempre più dipendente dalle sovvenzioni della Lega, il Droit des Femmes sfiorò spesso il fallimento.
Nel 1883, nel Code des Femmes (Codice delle donne), che definiva le riforme più urgenti e più facili da realizzare nell’immediato, nel quale tuttavia il suffragio delle donne era significativamente assente, egli adottò una linea anticlericale, temendo i "milioni di voci femminili soggette al dominio occulto del sacerdote, del confessore". Contrario al voto delle donne che ritiene piegate alla religione e agli atteggiamenti reazionari, riafferma, nell'aprile del 1885, il suo sostegno al principio del suffragio femminile:
Sì, la donna dovrebbe avere il diritto di voto. Essa è un essere umano, ha i suoi interessi; lavora nell’ambito del commercio, nel settore industriale e [può ottenere] la concessione di licenze; partecipa al mantenimento dello Stato; come noi, paga le imposte dirette e indirette, vale a dire l'imposta sulle persone fisiche, la tassa sulla proprietà, quella sul pane, sulla carne e sulle bevande; viene processata nei nostri tribunali; lei paga col proprio sangue - con il sangue dei suoi figli - sul campo di battaglia; condivide le nostre miserie, così come condividerebbe i nostri trionfi e le nostre gioie. Tutto ciò che tocchiamo tocca. La sua esclusione dal diritto comune non è solo una negazione della giustizia o un atto di oppressione individuale: è un crimine sociale.
All'inizio del 1886, aveva sollecitato la costituzione di una Commissione extraparlamentare composta da senatori e deputati che aderivano alla Lega. Egli faceva parte di questa Commissione, alla quale presentò, nell'aprile del 1886, tre proposte di legge che avevano per oggetto: 1 - la possibilità per le donne sposate e non sposate di accedere al pieno possesso dei diritti civili e familiari; 2 - la modifica degli articoli del Codice relativi alla nazionalità delle donne sposate; 3 - l'emancipazione civile delle donne sposate. A lui si deve anche il progetto di legge sulla ricerca della paternità, che venne presentato dal deputato femminista Gustave Rivet.
Preoccupato che le donne non siano ancora educate ai principi repubblicani, scrive sul Droit des Femmes del 20 maggio 1888: "Credo che al momento sarebbe pericoloso - in Francia - concedere alle donne il voto politico. Sono in gran parte reazionarie e clericali. Se votassero oggi, la Repubblica non durerebbe sei mesi”. Ed afferma che le femministe radicali "compromettono gravemente la causa che sostengono di difendere”.

## Gli ultimi anni
Dopo che il governo francese ebbe sostenuto, nel dicembre 1889, un Congresso delle donne presieduto da Jules Simon, che aveva celebrato il ruolo delle donne nella società e, in particolare, le loro attività di beneficenza, Richer riprese i contatti con Maria Deraismes, dalla quale era rimasto distante fin dagli anni ’80, per organizzare insieme un congresso alternativo intitolato Congrès français et international du droit des femmes (Congresso francese e internazionale dei diritti delle donne) a Parigi, dal 25 al 29 giugno 1889. Émilie de Morsier, che era una delle organizzatrici del congresso del governo, partecipò anche a questo, che ebbe luogo durante l'Esposizione universale del 1878, e contribuì finanziariamente al suo sostegno: esso fu un vero trionfo. Fu sotto l'impulso di questa imponente manifestazione del Congresso che la Camera approvò la Legge relativa all'elettorato delle donne commercianti per i tribunali di commercio, presentata dal vicepresidente della Camera, il fervente femminista Ernest Lefèvre.
Nel 1890, egli fonda la Federazione internazionale per i diritti delle donne, comprendente Francia, Belgio, Inghilterra, Scozia, Svezia, Svizzera, Italia, Polonia, Grecia, Stato di New York, e ne viene eletto Presidente. Alla fine del 1891, la stanchezza, l’età e le molte delusioni, in particolare a causa delle divisioni che si erano verificate all'interno del movimento femminista in questi anni, cominciano a indebolire il valoroso lottatore: Richer deve quindi abbandonare le sue Società nelle mani dei suoi collaboratori e collaboratrici e, nel dicembre 1891, sospende la pubblicazione del suo giornale, Le Droit des femmes, che rimane comunque il periodico femminista più longevo del XIX secolo. Ultimo dei principali uomini del femminismo, lasciò un'organizzazione sempre più guidata da donne e l’idea di un "femminismo repubblicano" riformista, che essenzialmente rappresentava i bisogni e i desideri delle donne della classe media, ma che non rispondeva più ai bisogni delle lavoratrici povere, come poteva fare il socialismo. Tuttavia, egli seguì l’evoluzione delle idee, tenendo il suo ultimo discorso, il 25 maggio 1902, al banquet de quatre francs offertogli dalle Società femministe per il suo 78º compleanno.
Autore di numerose opere, fu membro della Société des gens de lettres dal 1868, decano dell'Associazione dei giornalisti repubblicani, membro dell'Associazione dei giornalisti parigini dalla sua fondazione, nel 1881, e massone. Il 2 luglio 1871, il Consiglio della Société française de secours aux blessés et aux malades des armées de terre et de mer (Società di Soccorso francese per i feriti e i malati degli eserciti di terra e mare) gli consegnò una croce di bronzo e un diploma in ricordo dei buoni servigi resi durante la guerra come condirettore delle Sœurs de France mentre il Sindaco del 10º arrondissement di Parigi gli assegnò una medaglia destinata a ricordare la devozione patriottica che aveva mostrato durante l'assedio di Parigi, specialmente durante l'inverno del 1870-71. Infine, il Comitato della Lega francese per i diritti delle donne, in una delle sue riunioni, aveva delegato René Viviani a consegnare al suo venerato Presidente una medaglia d'argento in riconoscimento della sua dedizione.
Richer è sepolto nel Cimitero di Père-Lachaise (48ª divisione).
Aveva sposato Henriette-Marie-Madeleine Chabert, da cui aveva avuto due figlie, Élisabeth-Marie-Louise e Thérèse-Marguerite-Marie-Madeleine. Era stato in corrispondenza con Eugénie Niboyet.